# 3 Car Garage
3 Car Garage, sottotitolato The Indie Recordings è un album di raccolta del gruppo musicale statunitense Hanson, pubblicato nel 1998.

## Tracce
1. Day Has Come – 4:46
2. Two Tears – 2:40
3. Thinking of You (1996 version) – 3:10
4. River – 3:46
5. Surely as the Sun – 5:40
6. MMMBop (original version) – 5:16
7. Soldier – 6:13
8. Stories – 2:34
9. Pictures – 2:12
10. Sometimes – 4:25
11. With You in Your Dreams (1996 version) – 4:12

## Classifiche
| Classifica (1998) | Posizione massima |
| ----------------- | ----------------- |
| Stati Uniti       | 6                 |